# Sergej Rosjkov
Sergej Leonidovitj Rosjkov (ryska: Сергей Леонидович Рожков), född 1 april 1972 i Murmansk i Ryssland, är en rysk skidskytt. Han deltog första gången i en skidskyttetävling vid 14 års ålder.
Rosjkov är gift och bosatt i Murmansk och han har ett barn.

## Meriter
- VM 1998: Lag – brons
- VM 1999: Stafett – silver
- VM 2000: Stafett – guld
- VM 2003: Stafett – silver
- VM 2005: 
  - Stafett – silver
  - Mixed stafett – silver

- Världscupen totalt
  - 2005 – 5:a

- Världscupen, delcuper
  - 2001 - Distans – 1:a

- Världscuptävlingar
  - 4 segrar